# USB 3.0
USB 3.0 — третя основна версія стандарту Universal Serial Bus (USB) для інтерфейсу комп'ютерів та електронних пристроїв, випущена у листопаді 2008 року. Серед інших удосконалень, USB 3.0 отримав нову швидкість передачі даних, яка називається SuperSpeed USB (SS), яка може передавати дані зі швидкістю до 5 Гбіт/с (500 МБ/с після накладних витрат на кодування), що приблизно в 10 разів швидше, ніж Hi-Speed (максимум для стандарту USB 2.0). Виробникам рекомендовано вирізняти роз'єми USB 3.0 від роз'ємів USB 2.0 за допомогою синього кольору для гнізд і штекерів Standard-A, а також за написом SS.
USB 3.1, випущений у липні 2013 року, є наступним стандартом, який замінює стандарт USB 3.0. USB 3.1 зберігає наявну швидкість передачі даних SuperSpeed, отримавши нове позначення USB 3.1 Gen 1, одночасно визначаючи новий режим передачі SuperSpeed+ під назвою USB 3.1 Gen 2, який може передавати дані зі швидкістю до 10 Гбіт/с через наявні роз'єми USB3 типу A та USB-C (1200 МБ/с після накладних витрат на кодування, понад вдвічі швидше за USB 3.0).
USB 3.2, випущений у вересні 2017 року, замінює стандарт USB 3.1. Він зберігає наявні режими передачі даних USB 3.1 SuperSpeed і SuperSpeed+ і представляє два нових режими передачі даних SuperSpeed+ через роз'єм USB-C за допомогою двосмугової роботи зі швидкістю передачі даних 10 і 20 Гбіт/с (1200 і 2400 МБ/с після накладних витрат на кодування). Цю специфікацію було перейменовано, щоб відобразити еволюцію «поколінь» стандартів USB (тобто: USB3.2Gen1 — «SuperSpeed», USB3.2Gen2 — також «SuperSpeed», але вдвічі швидше, USB3.2Gen2x2 також «SuperSpeed», але в 4 рази швидше, ніж 3.2Gen1). Номенклатура була піддана значній критиці як експертами в галузі, так і громадськістю загалом за її заплутані зміни, які не належним чином відображають маркетингові повідомлення, передбачені інструкціями в стандартній специфікації, опублікованій на usb.org.

## Огляд
Специфікація USB 3.0 схожа на USB 2.0, але з багатьма вдосконаленнями та альтернативною реалізацією. Попередні концепції USB, такі як кінцеві точки та чотири типи передачі (масова, контрольна, ізохронна та переривання), збережені, але протокол і електричний інтерфейс відрізняються. Специфікація визначає окремий фізичний канал для передачі трафіку USB 3.0. Зміни в цій специфікації стосуються таких удосконалень:
- Швидкість передачі –  USB 3.0 додає новий тип передачі під назвою SuperSpeed або SS, 5 Гбіт/с (з електричного погляду він більше схожий на PCI Express 2.0 і SATA, ніж на USB 2.0)[9].
- Збільшена пропускна здатність –  USB 3.0 використовує два односпрямованих шляхи передачі даних замість одного: один для отримання даних, інший для передачі.
- Управління живленням –  визначено стани управління живленням каналів U0-U3.
- Покращене використання шини –  додано нову функцію (з використанням пакетів NRDY та ERDY), яка дозволяє пристрою асинхронно сповіщати хост про свою готовність без необхідності запиту.
- Підтримка ротаційних носіїв –  пакетний протокол оновлено новою функцією під назвою Stream Protocol, яка дозволяє велику кількість логічних потоків у кінцевій точці.

USB 3.0 має швидкість передачі до 5 Гбіт/с, що приблизно в десять разів швидше, ніж USB 2.0 (0,48 Гбіт/с), навіть якщо не враховувати, що USB 3.0 є повним дуплексом, тоді як USB 2.0 є напівдуплексним. Це дає USB 3.0 потенційну загальну двонапрямну пропускну здатність у двадцять разів більшу, ніж USB 2.0.

### Архітектура та особливості

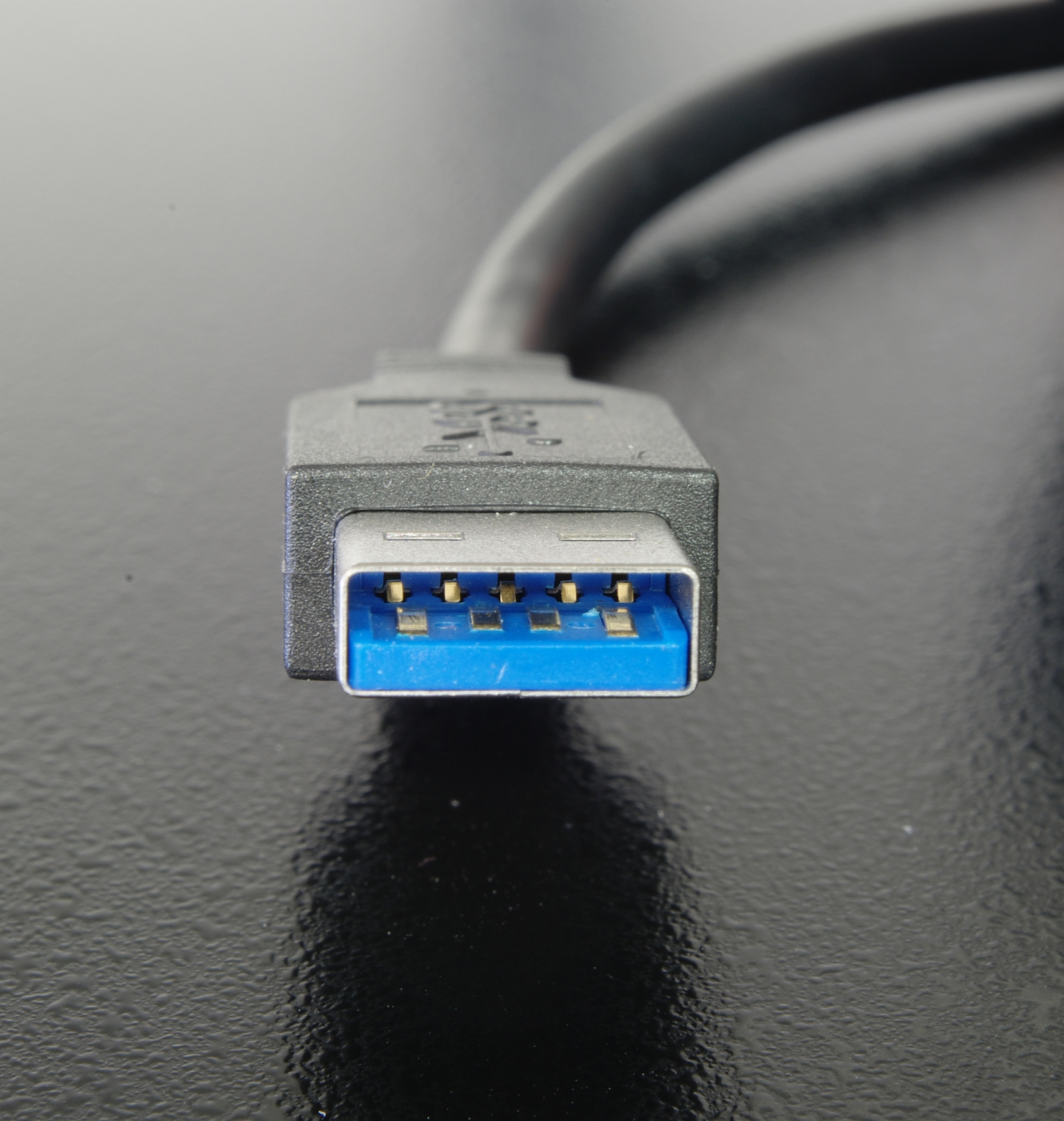
Вигляд спереду роз'єму Standard-A USB 3.0, на якому видно передній ряд із чотирьох контактів для зворотної сумісності USB 1.x/2.0 і другий ряд із п'яти контактів для нового підключення USB 3.0. Пластикова вставка стандарту USB 3.0 синього кольору, відомого як Pantone 300C.

В USB 3.0 використовується архітектура подвійної шини, що дозволяє одночасно виконувати операції USB 2.0 (Full Speed, Low Speed або High Speed) і USB 3.0 (SuperSpeed), забезпечуючи таким чином зворотну сумісність. Структурна топологія однакова, складається з багаторівневої зіркоподібної топології з кореневим концентратором на рівні 0 і концентраторами на нижчих рівнях для забезпечення підключення пристроїв шиною.

### Передача даних і синхронізація
Передача SuperSpeed ініціюється запитом хоста, після чого йде відповідь від пристрою. Пристрій або приймає запит, або відхиляє його; якщо прийнято, пристрій надсилає дані або приймає дані від хоста. Якщо кінцева точка зупиняється, пристрій відповідає «рукостисканням» STALL. Якщо буферного простору або даних бракує, він відповідає сигналом Not Ready (NRDY), щоб повідомити хосту, що він не може обробити запит. Коли пристрій готовий, він надсилає сигнал Endpoint Ready (ERDY) на хост, який потім переплановує транзакцію.
Використання одноадресної передачі та обмеженої кількості багатоадресних пакетів у поєднанні з асинхронними сповіщеннями дозволяє перевести зв'язки, які не активно передають пакети, у стани зниженого енергоспоживання, що забезпечує краще управління живленням.

### Кодування даних
Шина «SuperSpeed» забезпечує режим передачі на номінальній швидкості 5,0 Гбіт/с, поряд із трьома наявними режимами передачі. З урахуванням накладних витрат на кодування пропускна здатність необроблених даних становить 4 Гбіт/с, а специфікація передбачає доцільним на практиці досягнення 3,2 Гбіт/с (400 МБ/с) або більше.
Усі дані надсилаються як потік восьмибітних (однобайтових) сегментів, які зашифровані та перетворюються на 10-бітні символи за допомогою кодування 8b/10b; це допомагає приймачу правильно декодувати дані навіть за наявності електромагнітних перешкод. Скремблювання реалізовано за допомогою вільного регістра зсуву з лінійним зворотним зв'язком. Регістр зсуву з лінійним зворотним зв'язком скидається щоразу, коли надсилається або отримується символ COM.
На відміну від попередніх стандартів, стандарт USB 3.0 не вказує максимальну довжину кабелю, вимагаючи лише, щоб усі кабелі відповідали електричним специфікаціям: для мідного кабелю з дротами AWG 26 максимальна практична довжина становить 3 метри (10 футів).

### Живлення та заряджання
Як і попередні версії USB, USB 3.0 забезпечує живлення при номінальній напрузі 5 вольтів. Доступний струм для пристроїв SuperSpeed з низьким енергоспоживанням (одна одиниця навантаження) становить 150 мА, що перевищує значення 100 мА, визначене в USB 2.0. Для потужних пристроїв SuperSpeed обмеження становить шість одиничних навантажень або 900 мА (4,5 Вт) — майже вдвічі більше, ніж 500 мА в USB 2.0.:section 9.2.5.1 Power Budgeting
Порти USB 3.0 можуть реалізовувати інші специфікації USB для збільшення потужності, включаючи специфікацію USB Battery Charging Specification до 1,5 A або 7,5 Вт, або, у випадку USB 3.1, специфікацію USB Power Delivery Specification для заряджання хостового пристрою потужністю до 100 Вт.

## Доступність

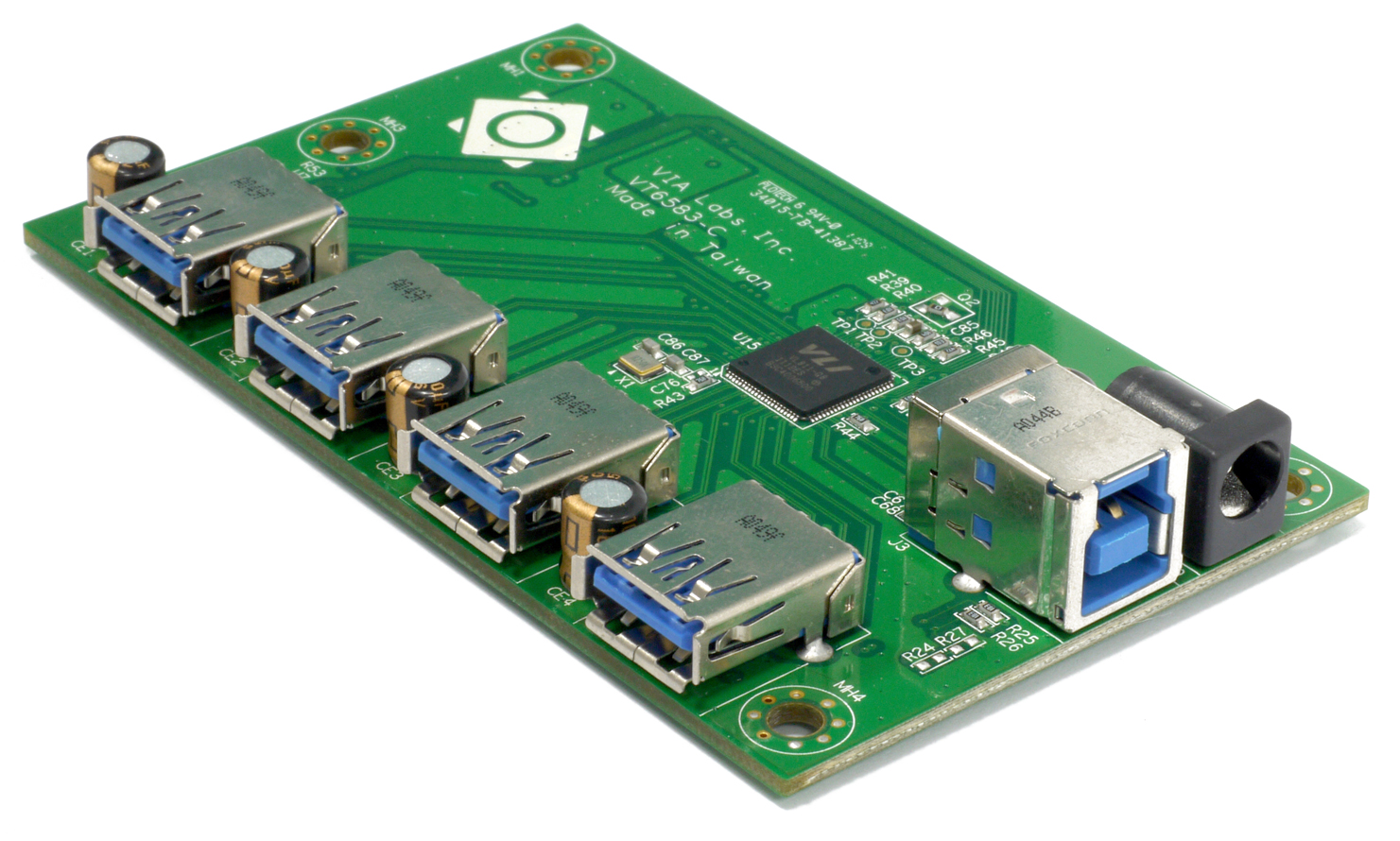
Внутрішня плата та роз'єми чотирипортового концентратора USB 3.0 із використанням чипсета VIA Technologies

17 листопада 2008 року група промоутерів USB 3.0 оголосила, що специфікація версії 3.0 була завершена та передана до USB Implementers Forum (USB-IF), органу управління специфікаціями USB. Цей крок фактично відкрив специфікації розробникам обладнання для впровадження в майбутні продукти.
Перші споживчі продукти USB 3.0 були анонсовані та випущені компанією Buffalo Technology у листопаді 2009 року, тоді як перші сертифіковані споживчі продукти USB 3.0 були анонсовані 5 січня 2010 року на Consumer Electronics Show в Лас-Вегасі, включаючи дві материнські плати Asus і Gigabyte Technology.
Серед виробників хост-контролерів USB 3.0, зокрема, такі компанії як Renesas Electronics, Fresco Logic, ASMedia, Etron, VIA Technologies, Texas Instruments, NEC і Nvidia. Станом на листопад 2010 року Renesas і Fresco Logic пройшли сертифікацію USB-IF. Материнські плати для процесорів Intel Sandy Bridge також використовували хост-контролери Asmedia та Etron. 28 жовтня 2010 року компанія Hewlett-Packard випустила HP Envy 17 3D із хост-контролером Renesas USB 3.0 за кілька місяців до деяких своїх конкурентів. AMD співпрацювала з Renesas, щоб реалізувати USB 3.0 у своїх чипсетах для своїх платформ 2011 року. На виставці CES2011 компанія Toshiba представила ноутбук під назвою «Toshiba Qosmio X500», який має USB 3.0 і Bluetooth 3.0, а Sony випустила нову серію ноутбуків Sony VAIO, яка має USB 3.0. Станом на квітень 2011 року ноутбуки Dell Inspiron і Dell XPS були доступні з портами USB 3.0, а з травня 2012 року USB 3.0 також з'явився у серії ноутбуків Dell Latitude; однак кореневі хости USB не працювали на SuperSpeed під управлінням Windows 8.

### Доповнення до наявного обладнання

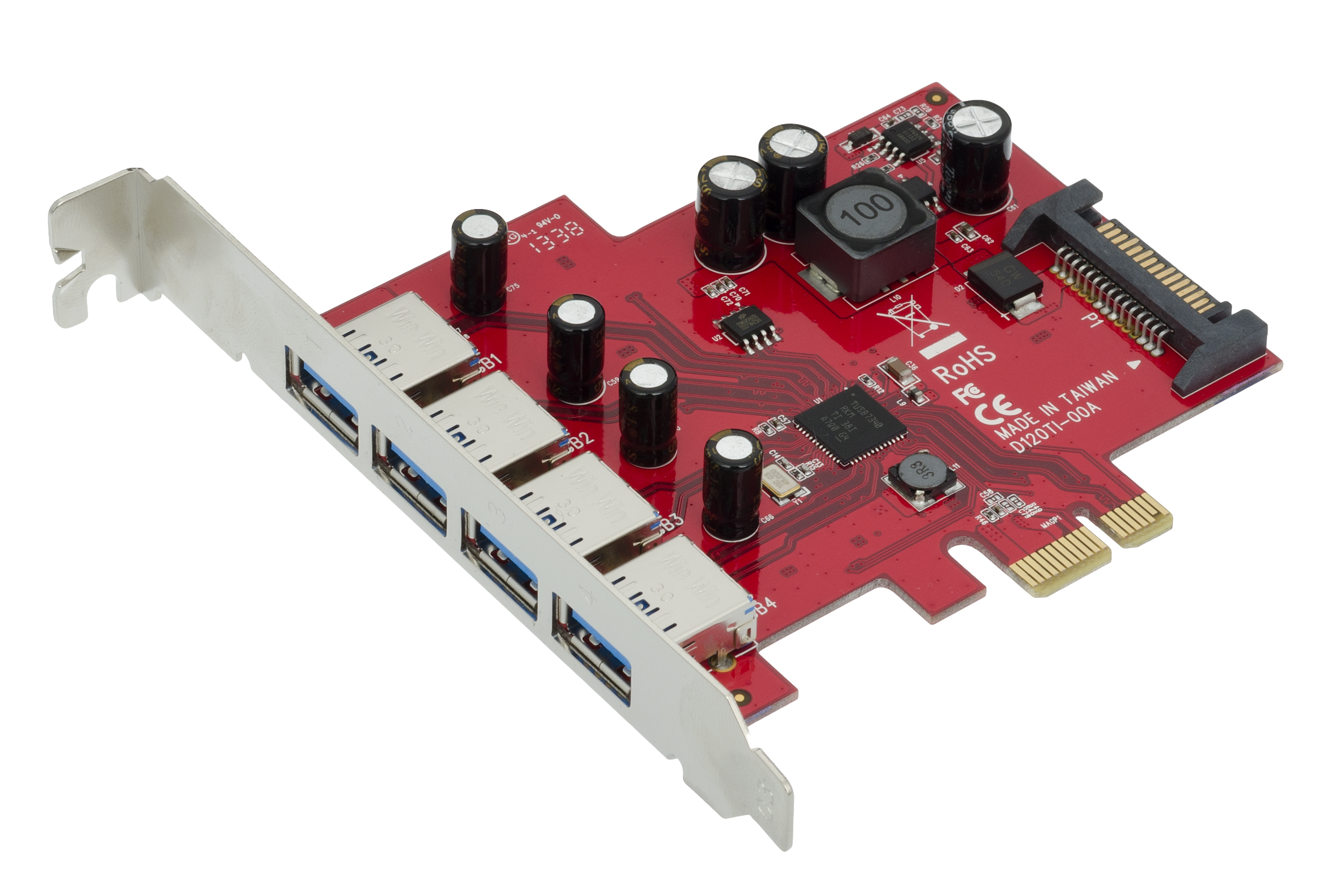
Контролер USB 3.0 у формі карти розширення PCI Express

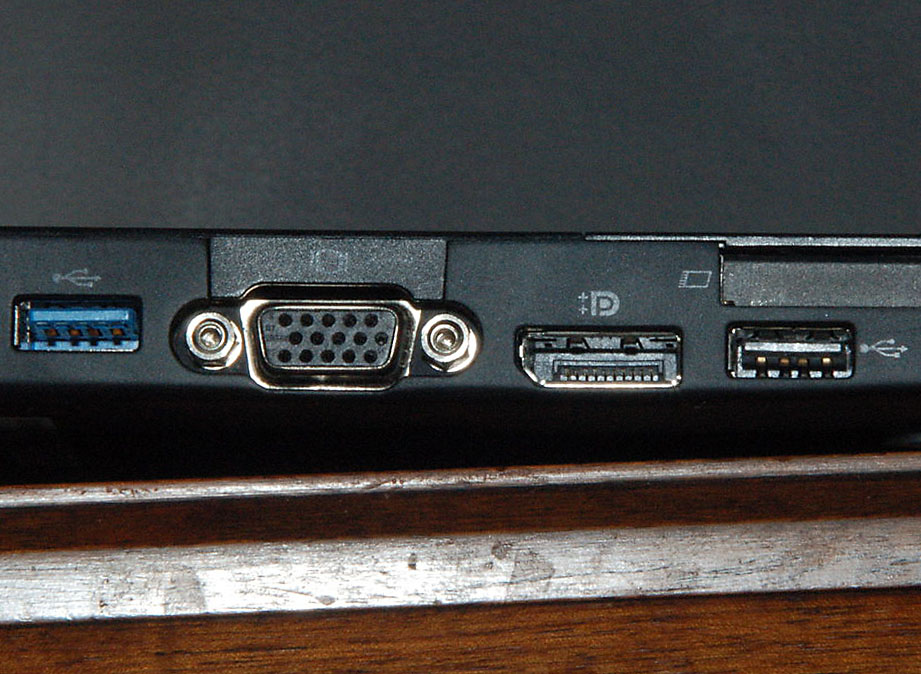
Бічні роз'єми на ноутбуці. Зліва направо: хост USB 3.0, роз'єм VGA, роз'єм DisplayPort, хост USB 2.0. Помітні додаткові контакти у верхній частині порту USB 3.0.

Додаткове живлення для кількох портів портативного ПК може бути отримано такими способами:
- Деякі адаптери ExpressCard[en]-USB 3.0 можна підключати за допомогою кабелю до додаткового порту USB 2.0 на комп'ютері, що забезпечує додаткове живлення.
- ExpressCard може мати роз'єм для зовнішнього джерела живлення.
- Якщо зовнішній пристрій має відповідний роз'єм, його можна живити від зовнішнього джерела живлення.
- Порт USB 3.0, завдяки адаптеру ExpressCard-USB 3.0, можна під'єднати до хаба USB 3.0 з окремим живленням із зовнішніми пристроями, підключеними до цього хаба USB 3.0.

На материнських платах настільних ПК, які мають слоти PCI Express (PCIe) (або старіший стандарт PCI), підтримку USB 3.0 можна додати як карту розширення PCI Express. На додаток до порожнього слота PCIe на материнській платі, багато плат розширення «PCI Express на USB 3.0» повинні бути підключені до джерела живлення, наприклад адаптера Molex або зовнішнього джерела живлення, щоб живити багато пристроїв USB 3.0, наприклад мобільні телефони, або зовнішні жорсткі диски, які не мають іншого джерела живлення, окрім USB. Станом на 2011 рік це часто використовується для забезпечення роботи від двох до чотирьох портів USB 3.0 повною потужністю 0,9 A (4,5 Вт), яку здатний пропускати кожен порт USB 3.0 (при цьому також передаються дані), тоді як сам слот PCI Express не може забезпечити необхідний рівень потужності.
У випадках, коли швидкісні підключення до пристроїв зберігання даних є причиною використання USB 3.0, альтернативою є використання eSATAp із недорогим кронштейном слота розширення, який забезпечує підключення порту eSATAp; деякі зовнішні жорсткі диски мають інтерфейси USB (2.0 або 3.0) і eSATAp. Щоб забезпечити сумісність між материнськими платами та периферійними пристроями, усі USB-сертифіковані пристрої мають бути схвалені USB Implementers Forum (USB-IF). Принаймні одна повна наскрізна тестова система для розробників USB 3.0 доступна на ринку станом на 2010 рік.

### Впровадження
USB Promoter Group оголосила про випуск USB 3.0 у листопаді 2008 року. 5 січня 2010 року USB-IF анонсувала перші дві сертифіковані материнські плати USB 3.0, одну від ASUS і одну від Giga-Byte Technology. Цьому передували анонс від Gigabyte у жовтні 2009 року, який передбачав випуск семи материнських плат на чипсеті P55 USB 3.0, а також анонс материнської плати Asus, виробництво якої було скасовано.
Очікувалося, що комерційні контролери почнуть масово виробляти в першому кварталі 2010 року. 14 вересня 2009 року Freecom анонсувала зовнішній жорсткий диск із USB 3.0. 4 січня 2010 року Seagate анонсувала невеликий портативний жорсткий диск із додатковою USB 3.0 ExpressCard, призначений для ноутбуків (або настільних комп'ютерів із додатковим слотом ExpressCard) на виставці CES у Лас-Вегасі.
Основна лінія ядра Linux містить підтримку USB 3.0, починаючи з версії 2.6.31, яка була випущена у вересні 2009 року.
FreeBSD підтримує USB 3.0, починаючи з версії 8.2, яка була випущена в лютому 2011 року.
Windows 8 була першою операційною системою Microsoft, яка мала вбудовану підтримку USB 3.0. У Windows 7 підтримка не входила в початковий випуск операційної системи. Однак драйвери, які забезпечують підтримку USB 3.0 у Windows 7, доступні на вебсайтах виробників обладнання.
Intel випустила свій перший чипсет із вбудованими портами USB 3.0 у 2012 році, випустивши чипсет Panther Point. Деякі галузеві аналітики стверджують, що Intel не поспішала з інтеграцією USB 3.0 у чипсет, уповільнюючи таким чином широке впровадження. Ці затримки можуть бути пов'язані з проблемами у процесі виробництва КМОН, зосередженістю на вдосконаленні платформи Nehalem, очікуванням випуску усіх стандартів підключення 3.0 (USB 3.0, PCIe 3.0, SATA 3.0) перед розробкою нового чипсета або наданням Intel переваги своєму новому інтерфейсу Thunderbolt. Apple, Inc. анонсувала ноутбуки з портами USB 3.0 11 червня 2012 року, майже через чотири роки після завершення розробки USB 3.0.
AMD почала підтримувати USB 3.0 зі своїми Fusion Controller Hubs у 2011 році. Samsung Electronics оголосила про підтримку USB 3.0 своєю платформою Exynos 5 Dual на базі ARM, призначеною для кишенькових пристроїв.

## Проблеми

### Швидкість і сумісність
У різних ранніх реалізаціях USB 3.0 широко використовувалося сімейство хост-контролерів NEC/Renesas µD72020x, які, як відомо, потребують оновлення мікропрограми для належної роботи з деякими пристроями.
Фактором, який впливає на швидкість USB-накопичувачів (більш помітно на пристроях USB 3.0, але також помітно на USB 2.0), є те, що драйвери протоколу USB Mass Storage Bulk-Only Transfer (BOT) зазвичай повільніші, ніж протокол USB Attached SCSI (драйвери UAS[P]).
На деяких старих (2009—2010) материнських платах на базі Ibex Peak вбудовані набори мікросхем USB 3.0 за замовчуванням підключаються через лінію PCI Express 2,5 ГТ/с PCH, яка тоді не забезпечувала повної швидкості PCI Express 2.0 (5 ГТ/с), тому він не забезпечував достатньої пропускної здатності навіть для одного порту USB 3.0.
Ранні версії таких плат (наприклад, Gigabyte Technology P55A-UD4 або P55A-UD6) мають ручний перемикач (у BIOS), який може підключати чип USB 3.0 до процесора (замість PCH), що забезпечує повношвидкісне підключення PCI Express 2.0, але це означало використання меншої кількості ліній PCI Express 2.0 для відеокарти. Однак у новіших платах (наприклад, Gigabyte P55A-UD7 або Asus P7P55D-E Premium) використовується техніка зв'язування каналів (у випадку плат із комутатором PLX PEX8608 або PEX8613 PCI Express), яка поєднує дві смуги PCI Express 2,5 ГТ/с в одну смугу PCI Express 5 ГТ/с (серед інших функцій), таким чином отримуючи необхідну пропускну здатність від PCH.

### Радіочастотні перешкоди
Пристрої та кабелі USB 3.0 можуть створювати перешкоди бездротовим пристроям, що працюють у діапазоні ISM 2,4 ГГц. Це може призвести до зниження пропускної здатності або повної втрати відповіді з пристроями Bluetooth і Wi-Fi. Коли виробники не змогли вчасно розв'язати проблеми з перешкодами, деяким мобільним пристроям, таким як Vivo Xplay 3S, довелося припинити підтримку USB 3.0 безпосередньо перед випуском. Для розв'язання проблеми можна застосувати різні стратегії, починаючи від простих рішень, таких як збільшення відстані між пристроями USB 3.0 і маршрутизаторами Wi-Fi та пристроями Bluetooth, до застосування додаткового екранування навколо внутрішніх компонентів комп'ютера.

## Роз'єми
До роз'єму USB 3.0 Standard-A можна під'єднати штекер USB 3.0 Standard-A або USB 2.0 Standard-A. І навпаки, штекер USB 3.0 Standard-A можна під'єднати до роз'єму USB 2.0 Standard-A. Це забезпечує принцип зворотної сумісності.
До роз'єму USB 3.0 Standard-B можна під'єднати штекер USB 3.0 Standard-B або USB 2.0 Standard-B. Зворотна сумісність забезпечується підключенням штекера USB 2.0 Standard-B до роз'єму USB 3.0 Standard-B. Однак неможливо під'єднати штекер USB 3.0 Standard-B до роз'єму USB 2.0 Standard-B через фізично більший роз'єм.
Оскільки порти USB 2.0 і USB 3.0 можуть співіснувати на одному комп'ютері та виглядати подібно, специфікація USB 3.0 рекомендує, щоб роз'єм Standard-A USB 3.0 мав синю вставку (колір Pantone 300C). Таке ж кольорове кодування стосується штекера USB 3.0 Standard-A.:sections 3.1.1.1 and 5.3.1.3
USB 3.0 також передбачає новий штекер кабелю Micro-B, який складається зі стандартного штекера кабелю USB 1.x/2.0 Micro-B і додаткового 5-контактного штекера, «складеного» всередині нього. Таким чином, хост-роз'єм USB 3.0 Micro-B зберіг свою зворотну сумісність зі штекерами кабелю USB 1.x/2.0 Micro-B, дозволяючи пристроям із портами USB 3.0 Micro-B працювати зі швидкістю USB 2.0 на з використанням кабелів USB 2.0 Micro-B. Однак неможливо під'єднати штекер USB 3.0 Micro-B до роз'єму USB 2.0 Micro-B через фізично більший роз'єм.

### Розпіновки
Конектор має ту саму фізичну конфігурацію, що і його попередник, але з п'ятьма додатковими контактами.
Контакти VBUS, D−, D+ і GND потрібні для зв'язку USB 2.0. Додаткові контакти USB 3.0 — це дві диференціальні пари та одна земля (GND_DRAIN). Дві додаткові диференціальні пари призначені технології для передачі даних SuperSpeed; вони використовуються для повнодуплексної передачі сигналів SuperSpeed. Контакт GND_DRAIN призначений для закінчення дренажного проводу, а також для контролю електромагнітних перешкод і підтримки цілісності сигналу.
| Контакт                                                                                  | Колір        | Назва сигналу | Назва сигналу | Опис                                                |
| Контакт                                                                                  | Колір        | Роз'єм A      | Роз'єм B      | Опис                                                |
| ---------------------------------------------------------------------------------------- | ------------ | ------------- | ------------- | --------------------------------------------------- |
| Shell                                                                                    | Н/Д          | Shield        | Shield        | Металевий корпус                                    |
| 1                                                                                        | Червоний     | VBUS          | VBUS          | Живлення                                            |
| 2                                                                                        | Білий        | D−            | D−            | Диференціальна пара USB 2.0                         |
| 3                                                                                        | Зелений      | D+            | D+            | Диференціальна пара USB 2.0                         |
| 4                                                                                        | Чорний       | GND           | GND           | Заземлення для повернення живлення                  |
| 5                                                                                        | Синій        | StdA_SSRX−    | StdB_SSTX−    | Диференціальна пара приймача SuperSpeed             |
| 6                                                                                        | Жовтий       | StdA_SSRX+    | StdB_SSTX+    | Диференціальна пара приймача SuperSpeed             |
| 7                                                                                        | Н/Д          | GND_DRAIN     | GND_DRAIN     | Заземлення для повернення сигналу                   |
| 8                                                                                        | Фіолетовий   | StdA_SSTX−    | StdB_SSRX−    | Диференціальна пара передавача SuperSpeed           |
| 9                                                                                        | Помаранчевий | StdA_SSTX+    | StdB_SSRX+    | Диференціальна пара передавача SuperSpeed           |
| Роз'єм USB 3.0 Powered-B має два додаткові контакти для живлення та заземлення пристрою. |              |               |               |                                                     |
| 10                                                                                       | Н/Д          | Н/Д           | DPWR          | Живлення, що подається на пристрій (лише Powered-B) |
| 11                                                                                       | Н/Д          | Н/Д           | DGND          | Земля для повернення DPWR (лише Powered-B)          |

### Зворотна сумісність

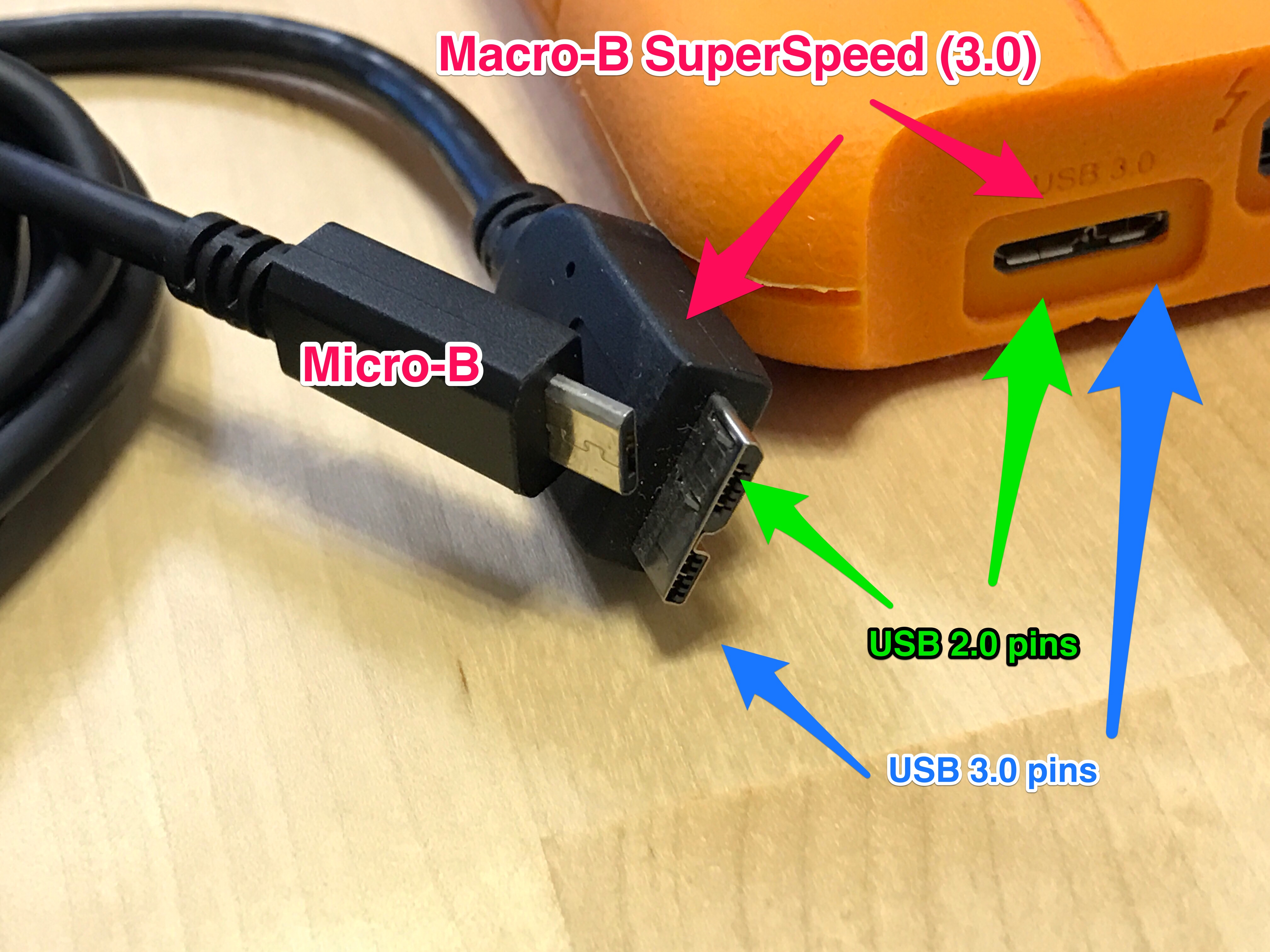
Порівняння USB Micro-B USB 2.0 та USB Micro-B SuperSpeed (USB 3.0)

Штекери та роз'єми USB 3.0 і USB 2.0 (або раніших стандартів) типу A призначені для взаємодії один з одним.
Роз'єми USB 3.0 Type-B, такі як ті, які є на периферійних пристроях, більші, ніж у USB 2.0 (або попередніх версій), і до них можна під'єднати як більший штекер USB 3.0 Type-B, так і менший штекер USB 2.0 (або більш ранній) Type-B. Роз'єми USB 3.0 Type-B більші за роз'єми USB 2.0 (або старіші) Type-B; отже, штекери USB 3.0 Type-B не можна вставляти в роз'єми USB 2.0 (або старіші) Type-B.
Штекер і роз'єм Micro USB 3.0 (Micro-B) призначені в основному для невеликих портативних пристроїв, таких як смартфони, цифрові камери та GPS-пристрої. Роз'єм Micro USB 3.0 зворотно сумісний зі штекером Micro USB 2.0.
Гніздо для eSATAp, яке є комбінацією eSATA/USB, призначене для під'єднання штекерів USB Type-A від USB 2.0 (або старіші), тому до нього також можна під'єднати штекери USB 3.0 Type-A.

## USB 3.1

Логотип на упаковці SuperSpeed+ USB 10 Гбіт/с

У січні 2013 року група розробки стандарту USB оголосила про плани оновити USB 3.0 до швидкості 10 Гбіт/с (1250 МБ/с). У підсумку група створила нову специфікацію USB, USB 3.1, яка була випущена 31 липня 2013 року, замінивши стандарт USB 3.0. Специфікація USB 3.1 використовує наявну швидкість передачі даних USB 3.0 SuperSpeed USB, також відому як USB 3.1 Gen 1, і запроваджує вищу швидкість передачі під назвою SuperSpeed USB 10 Gbps, відому як USB 3.1 Gen 2, ставлячи її на рівень з одним каналом Thunderbolt першого покоління. На логотипі нового режиму передачі даних є напис SUPERSPEED+. Стандарт USB 3.1 Gen 2 також зменшує накладні витрати на кодування рядків лише до 3 %, змінюючи схему кодування на 128b/132b з ефективною швидкістю передачі даних 1212 МБ/с. Перша реалізація USB 3.1 Gen 2 продемонструвала реальну швидкість передачі 7,2 Гбіт/с.
Стандарт USB 3.1 зворотно сумісний з USB 3.0 і USB 2.0. Він визначає такі режими передачі:
- USB 3.1 Gen 1 – SuperSpeed, швидкість передачі даних 5 Гбіт/с по 1 смузі з використанням кодування 8b/10b (ефективна швидкість 500 МБ/с); те саме, що USB 3.0
- USB 3.1 Gen 2 – SuperSpeed+, нова швидкість передачі даних 10 Гбіт/с по 1 смузі з використанням кодування 128b/132b (ефективна швидкість 1212 МБ/с).

Номінальна швидкість передачі даних у байтах враховує накладні витрати на бітове кодування. Фізична швидкість передачі даних SuperSpeed становить 5 Гбіт/с. Оскільки передача кожного байта займає 10 біт, накладні витрати на необроблені дані становлять 20 %, тому швидкість становить 500 МБ/с, а не 625 МБ/с. Аналогічно, на швидкості SS+ використовується кодування 128b/132b, тому передача 16 байтів фізично займає 16,5 байтів, або 3 % накладних витрат. Таким чином, байтова швидкість на SS+ становить 128/132 * 10 Гбіт/с = 9,697 Гбіт/с = 1212 МБ/с. Насправді шина SS має деякі додаткові накладні витрати на роботу (управління посиланнями, відповідь протоколу, затримки хоста), тому в найкращому випадку досяжна швидкість передачі даних приблизно на 10 % менша.
Цей ребрендинг USB 3.0 на «USB 3.1 Gen 1» дозволив виробникам рекламувати продукти зі швидкістю передачі лише 5 Гбіт/с не як «USB 3.0», а як «USB 3.1».

## USB 3.2

Логотип на упаковці SuperSpeed+ USB 20 Гбіт/с

25 липня 2017 року в пресрелізі USB 3.0 Promoter Group детально описано незавершене оновлення специфікації USB Type-C, що визначає подвоєння пропускної здатності для наявних кабелів USB-C. Згідно зі специфікацією USB 3.2, опублікованою 22 вересня 2017 року, наявні сертифіковані SuperSpeed+ кабелі USB-C 3.1 Gen 1 зможуть працювати на швидкості 10 Гбіт/с (раніше 5 Гбіт/с), а також сертифіковані SuperSpeed+ кабелі USB-C 3.1 Gen 2 зможуть працювати на швидкості 20 Гбіт/с (раніше 10 Гбіт/с). Збільшення пропускної здатності є результатом багатоканальної роботи через наявні дроти, які були призначені для тригерних можливостей роз'єму USB-C.
Стандарт USB 3.2 зворотно сумісний з USB 3.1/3.0 і USB 2.0. Він визначає такі режими передачі:
- USB 3.2 Gen 1 – архітектура SuperSpeed, швидкість передачі даних 5 гігабітів на секунду (Гбіт/с) по 1 смузі з використанням кодування 8b/10b (ефективно 0,500 ГБ/с), така ж, як в USB 3.1 Gen 1 і USB 3.0.
- USB 3.2 Gen 2 – архітектура SuperSpeedPlus[57], швидкість передачі даних 10 гігабітів на секунду (Гбіт/с) по 1 смузі з використанням кодування 128b/132b (ефективно 1,212 ГБ/с), така ж, як в USB 3.1 Gen 2.
- USB 3.2 Gen 1×2 – архітектура SuperSpeedPlus, нова швидкість передачі даних 10 гігабітів на секунду (Гбіт/с) через 2 смуги з використанням кодування 8b/10b (ефективно 1 Гбіт/с).
- USB 3.2 Gen 2×2 – архітектура SuperSpeedPlus, нова швидкість передачі даних 20 гігабітів на секунду (Гбіт/с) через 2 смуги з використанням кодування 128b/132b (ефективна швидкість 2,424 Гбіт/с).

Як і в попередній версії, застосовуються ті самі концепції щодо кодування та ефективної швидкості передачі даних. Хоча сигнал USB 3.2 Gen 1×2 і USB 3.2 Gen 2×1 становить 10 Гбіт/с, в USB 3.2 Gen 1×2 використовується старіше, менш ефективне лінійне кодування, що призводить до дещо нижчої ефективної швидкості.
У травні 2018 року Synopsys продемонструвала перше з'єднання USB 3.2 Gen 2×2, де ПК на базі Windows був підключений до пристрою зберігання даних із середньою швидкістю 1600 МБ/с.
USB 3.2 підтримується стандартними USB-драйверами Windows 10 і ядром Linux 4.18 і новіших версій.
У лютому 2019 року USB-IF спростила маркетингові рекомендації та вимагала, щоб на логотипі SuperSpeed у вигляді тризуба вказували максимальну швидкість передачі.
| Рекомендована USB-IF маркетингова назва | Лого | Стара маркетингова назва | Назва швидкості передачі | Специфікація USB 3.2 | Старі специфікації (перша публікація) | Покращена система SuperSpeed | Фізичний рівень | Двосмуговість | Кодування | Номінальна швидкість   | Необроблена пропускна здатність (ефективна) | Роз'єми                    |
| --------------------------------------- | ---- | ------------------------ | ------------------------ | -------------------- | ------------------------------------- | ---------------------------- | --------------- | ------------- | --------- | ---------------------- | ------------------------------------------- | -------------------------- |
| SuperSpeed USB 5Gbit/s                  |      | SuperSpeed               | Gen 1                    | USB 3.2 Gen 1x1      | USB 3.1 Gen 1, USB 3.0 (USB 3.0)      | Архітектура SuperSpeed       | Gen 1x1         | Ні            | 8b/10b    | 5 Гбіт/с або 0,5 ГБ/с  | 4 Гбіт/с або 0,5 ГБ/с (≤0,45 ГБ/с)          | USB-A, B, micro B та USB-C |
| SuperSpeed USB 10Gbit/s                 |      | SuperSpeed+              | Gen 2                    | USB 3.2 Gen 2x1      | USB 3.1 Gen 2 (USB 3.1)               | Архітектура SuperSpeedPlus   | Gen 2x1         | Ні            | 128b/132b | 10 Гбіт/с або 1,2 ГБ/с | ~9.7 Гбіт/с або ~1,2 ГБ/с (≤1,1 ГБ/с)       | USB-A, B, micro B та USB-C |
| Н/Д                                     | Н/Д  | Н/Д                      | Gen 2                    | USB 3.2 Gen 1x2      | (USB 3.2)                             | Архітектура SuperSpeedPlus   | Gen 1x2         | Так           | 8b/10b    | 10 Гбіт/с або 1 ГБ/с   | 8 Гбіт/с або 1 ГБ/с (≤0,9 ГБ/с)             | USB-C                      |
| SuperSpeed USB 20Gbit/s                 |      | Н/Д                      | Gen 2×2                  | USB 3.2 Gen 2x2      | (USB 3.2)                             | Архітектура SuperSpeedPlus   | Gen 2x2         | Так           | 128b/132b | 20 Гбіт/с або 2,4 ГБ/с | ~19,4 Гбіт/с або ~2,4 ГБ/с (≤2,2 ГБ/с)      | USB-C                      |